# Herrarnas keirin i bancykling vid olympiska sommarspelen 2008
Herrarnas keirin i bancykling vid olympiska sommarspelen 2008 ägde rum den 16 augusti i Laoshan Velodrome.
Detta bancykelformat avgörs under flera omgångar. I varje lopp tävlar fyra cyklister under 8 varv. De första 5,5 varven körs bakom en hare som successivt ökar hastigheten till 50 kilometer i timmen. Haren lämnade därefter banan och cyklisterna tävlade de sista 2,5 varven in i mål.
I den första omgången hölls fyra heat. De två främsta cyklisterna i varje heat gick till semifinalerna, och övriga cyklister tävlade vidare i återkvalet. Fyra av dessa cyklister avancerade därefter från återkvalet till semifinalerna, som totalt innehöll 12 cyklister. Två semifinaler kördes. De tre främsta cyklisterna i respektve semifinal gick till finalloppet, och cyklisterna inte förmådde att placera sig topp tre fick köra ett placeringslopp om platserna 7-12.

## Medaljörer
| Event            | Guld                     | Silver                    | Brons                |
| Herrarnas keirin | Chris Hoy Storbritannien | Ross Edgar Storbritannien | Kiyofumi Nagai Japan |

### Grundomgång
| Placering | Cyklist                 |
| --------- | ----------------------- |
| 1         | Chris Hoy (GBR)         |
| 2         | Carsten Bergemann (GER) |
| 3         | Toshiaki Fushimi (JPN)  |
| 4         | Grégory Baugé (FRA)     |
| 5         | Kamil Kuczyński (POL)   |
| 6         | Denis Dmitrijev (RUS)   |

| Placering | Cyklist                  |
| --------- | ------------------------ |
| 1         | Azizul Hasni Awang (MAS) |
| 2         | Shane Kelly (AUS)        |
| 3         | Teun Mulder (NED)        |
| 4         | Andrij Vynokurov (UKR)   |
| 5         | Sergej Polynskij (RUS)   |
| 6         | Yong Feng (CHN)          |

| Placering | Cyklist                  |
| --------- | ------------------------ |
| 1         | Ross Edgar (GBR)         |
| 2         | Josiah Ng (MAS)          |
| 3         | Kiyofumi Nagai (JPN)     |
| 4         | Denis Špička (CZE)       |
| 5         | Christos Volikakis (GRE) |
| REL       | Roberto Chiappa (ITA)    |

| Placering | Cyklist                       |
| --------- | ----------------------------- |
| 1         | Ryan Bayley (AUS)             |
| 2         | Theo Bos (NED)                |
| 3         | Giddeon Massie (USA)          |
| 4         | Arnaud Tournant (FRA)         |
| 5         | Athanasios Mantzouranis (GRE) |
| 6         | Ricardo Lynch (JAM)           |
| 7         | Maximilian Levy (GER)         |

### Återkval
| Placering | Cyklist                  |
| --------- | ------------------------ |
| 1         | Arnaud Tournant (FRA)    |
| 2         | Christos Volikakis (GRE) |
| 3         | Yong Feng (CHN)          |
| 4         | Toshiaki Fushimi (JPN)   |

| Placering | Cyklist               |
| --------- | --------------------- |
| 1         | Kamil Kuczyński (POL) |
| 2         | Denis Špička (CZE)    |
| 3         | Denis Dmitrijev (RUS) |
| REL       | Teun Mulder (NED)     |

| Placering | Cyklist                |
| --------- | ---------------------- |
| 1         | Kiyofumi Nagai (JPN)   |
| 2         | Andrij Vynokurov (UKR) |
| 3         | Ricardo Lynch (JAM)    |
| 4         | Sergej Polynskij (RUS) |

| Placering | Cyklist                       |
| --------- | ----------------------------- |
| 1         | Grégory Baugé (FRA)           |
| 2         | Maximilian Levy (GER)         |
| 3         | Athanasios Mantzouranis (GRE) |
| 4         | Giddeon Massie (USA)          |
| 5         | Roberto Chiappa (ITA)         |

### Semifinaler
| Placering | Cyklist               |
| --------- | --------------------- |
| 1         | Chris Hoy (GBR)       |
| 2         | Shane Kelly (AUS)     |
| 3         | Arnaud Tournant (FRA) |
| 4         | Josiah Ng (MAS)       |
| 5         | Grégory Baugé (FRA)   |
| 6         | Ryan Bayley (AUS)     |

| Placering | Cyklist                  |
| --------- | ------------------------ |
| 1         | Ross Edgar (GBR)         |
| 2         | Kiyofumi Nagai (JPN)     |
| 3         | Carsten Bergemann (GER)  |
| 4         | Azizul Hasni Awang (MAS) |
| DNF       | Theo Bos (NED)           |
| DNF       | Kamil Kuczyński (POL)    |

### Final
| Placering | Cyklist                  |
| --------- | ------------------------ |
| 7         | Grégory Baugé (FRA)      |
| 8         | Ryan Bayley (AUS)        |
| 9         | Josiah Ng (MAS)          |
| 10        | Azizul Hasni Awang (MAS) |
| 11        | Kamil Kuczyński (POL)    |
| DNS       | Theo Bos (NED)           |

| Placering | Cyklist                 |
| --------- | ----------------------- |
| 1         | Chris Hoy (GBR)         |
| 1         | Ross Edgar (GBR)        |
| 1         | Kiyofumi Nagai (JPN)    |
| 4         | Shane Kelly (AUS)       |
| 5         | Carsten Bergemann (GER) |
| 6         | Arnaud Tournant (FRA)   |